# ایشر
ایشر (به انگلیسی: Esher) یک شهرک در بریتانیا است که در الم بریج واقع شده‌است. ایشر ۹٫۳ کیلومتر مربع مساحت و ۶٬۷۴۳ نفر جمعیت دارد.